# Бентбаша
Бентбаша (бент-насип, брана; у изговору често и Бембаша) је дио Сарајева уз ток ријеке Миљацке. У вријеме настанка града овдје су се налазили Иса-бегови млинови и мензилхане (гостионице).
Ријеку је овдје некада премошћивала ћуприја од јарећих мијехова, коју је овдје наредио поставити Омер-паша Латас. Затим дрвени мост, саграђен 1793. године, који је служио вађењу дрвених балвана, који су спуштани у Паљанску Миљацку и ријеком транспортовани до града. Томрукчије (трговци дрветом) вадили су их из воде на Бентбаши и продавали.
Доласком Аустроугарске на овом дијелу саграђено је купалиште Да Риве још 1884. године. Градњом пута ка Козијој ћуприји, пробијен је данашњи тунел и саграђена Народна бања, која је отворена 20. јула 1902. године. Овдје су Сарајке прале рубље и ћилиме и возили су се керепи.
Бентбаша је опјевана у пјесмама севдалинкама. У Хаџи-Шабановој кахви, уз плес Јерменки и дибек (туцањем здробљену кахву), остајало се до зоре. Имала је два нивоа, с терасом на стубовима изнад воде. На брежуљку са друге стране ријеке, налазила се кафана Бабића башта и једно од првих дјечјих игралишта у Сарајеву. Са насељима Топлик, на лијевој и Бродац, на десној обали Миљацке, улазило се са Бентбаше у град. Данас се овдје налазе градски базен, брана, Гетеов институт БиХ, Амбасада Републике Словеније у БиХ и др.